# Athysanella recurvata
Athysanella recurvata är en insektsart som beskrevs av Henry Fairfield Osborn 1930. Athysanella recurvata ingår i släktet Athysanella och familjen dvärgstritar. Inga underarter finns listade i Catalogue of Life.